# ارتش دائمی

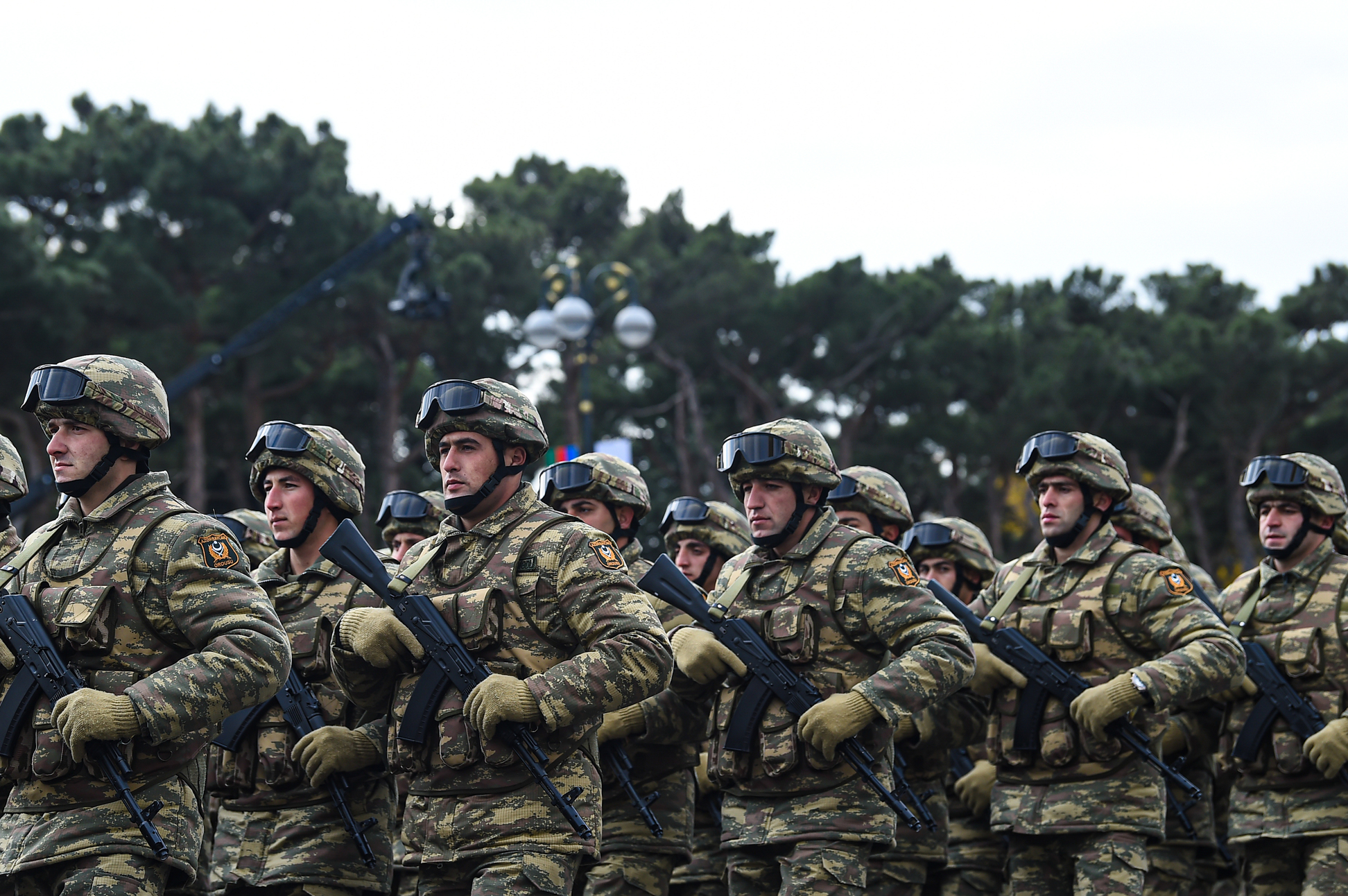
یک ارتش دائمی در رژه پیروزی

یک ارتش دائمی (به انگلیسی: Standing army)، یک نیروی نظامی غالباً حرفه‌ای است. ارتش دائمی می‌تواند متشکل از سربازان حرفه‌ای و یا وظیفه باشد. نیروی ارتش دائمی با نیروهای ذخیره (Army reserves) برای انجام فعالیت‌های طولانی مدت ثبت نام می‌کنند اما تنها در زمان وقوع جنگ یا سوانح طبیعی فعال می‌شوند و با نیروهای موقت (Temporary armies) که فقط در طول جنگ یا تهدید به جنگ غیرنظامیان جمع می‌شوند و پس از آن منحل می‌شوند. تفاوت دارد. 